# Hana Goldszajd
Hana Goldszajd (ur. 1922, zm. 1942 w Treblince) – polska Żydówka, której listy z czasów okupacji niemieckiej zostały wydane w 2007, w książce pt. Listy z getta.
Urodziła się jako najmłodsze dziecko Jakuba i Rywki Goldszajdów, z którymi mieszkała w Kielcach przy ulicy Focha. Jakub Goldszajd był właścicielem pierwszej w Kielcach firmy autobusowej (posiadał dwa autobusy kursujące do Łodzi).
W czasie II wojny światowej Hana trafiła do kieleckiego getta. Była autorką większości listów wysłanych przez rodzinę Goldszajdów do zesłanego na Syberię rodzeństwa Hany, brata Aby i siostry Sury, oraz szwagra Herszela. Została zamordowana wraz z rodzicami i bratem Chaimem po deportacji do obozu zagłady w Treblince w 1942.
Zachowane przez pracujące w syberyjskich kopalniach rodzeństwo Hany listy oraz zdjęcia, zostały wydane w 2007, nakładem „Charakterów” w książce-cegiełce pt Listy z getta. Książka jest dwujęzyczna, polsko-angielska. Pieniądze zebrane z jej sprzedaży zasiliły fundusz Stowarzyszenia im. Jana Karskiego, zbierającego środki na odsłonięcie pomnika Menory, upamiętniającego ofiary kieleckiego getta.